# من الخوخ الصدئي
مَنّ الخوخ الصدئي أو ذو العصب الرحمي (الاسم العلمي: Hysteroneura setariae)، نوع وحيد الجنس من فصيلة المَنّية تتبع رتبة متشابهات الأجنحة. إنهُ بق حقيقية ويمتص النسغ النباتات.
وهو معروف في اليمن، وقد سُجل أيضًا يتغذى على الذرة الرفيعة والدخن في الولايات المتحدة.